# University College Dublin
Lo University College Dublin (UCD) (irl. An Coláiste Ollscoile, Baile Átha Cliath) - in precedenza noto come University College Dublin - National University of Ireland, Dublin (irl. An Coláiste Ollscoile, Baile Átha Cliath - Ollscoil na hÉireann, Baile Átha Cliath) è la più grande università della Repubblica d'Irlanda, e la seconda più grande dell'Irlanda, con oltre 1300 docenti e quasi 32000 studenti. Ha sede a Dublino, capitale irlandese. È accreditata come una delle migliori università del mondo.
Fu fondata il 18 maggio 1854 dall'arcivescovo di Dublino Paul Cullen con il nome di Catholic University of Ireland ed ebbe come primo rettore John Henry Newman. Nel 1909 fu istituita l'Università Nazionale d'Irlanda (National University of Ireland), di cui la Catholic University of Ireland divenne una componente.

## Sport
Lo University College Dublin RFC è una squadra di rugby a 15 impegnata nel campionato nazionale, mentre lo University College Dublin Association Football Club gioca nel campionato irlandese di calcio e la UCD American Football è la formazione di football americano impegnata nel massimo campionato nazionale.